# デスタメント-真・女神転生DSJ Another Report-
『デスタメント-真・女神転生DSJ Another Report-』（デスタメント しん・めがみてんせいDSJ アナザー レポート）は、石田栄司監修・カノウヤスオ作画による日本の漫画作品。『真・女神転生 DEEP STRANGE JOURNEY』を原作としている。月刊漫画雑誌『ヤングチャンピオン烈』（秋田書店）にて、2018年No.02から2019年No.06まで連載。

## 登場人物

### ギガンティック号隊員
「シュバルツバース」の調査のため送り込まれた四艦隊の一つ。乗組員の大半が機動班で、秘密裏に核爆弾を搭載した特殊工作艦。特に機動班の面々は「レッドスプライト号」と比べると好戦的な傾向にある。ゲーム版では名前のみ語られている。
ジン
本作の主人公。ギガンティック号機動班第1部隊所属の日本人男性。物語の冒頭で、隊員たちとはぐれウェンディゴと戦って死ぬ末路が描かれている。荒んだ顔つきをしており好戦的に見えるが、冷静で度量が大きく、的確な判断を下せる人物。
アッシュ
ギガンティック号機動班第1部隊所属のアメリカ人男性。人物紹介では「ムードメーカー」と書かれているが、直情径行な面もあり、それが元で他者と衝突してしまうこともある。
デビッド
ギガンティック号機動班第1部隊所属の欧米人男性。糸目にそばかす、柔和な物腰から冴えない人物に見えるが、冷静で状況判断に長ける。
ダリア
ギガンティック号機動班第1部隊所属の褐色の肌の女性隊員。寡黙で気が強く、近寄り難い雰囲気を醸し出している。
アーロン
ギガンティック号機動班第1部隊隊長を務める中年男性。ジンたちの上官。歴戦の職業軍人だが陽気で、隊員からはそこそこの評判を得ていた。しかし、シュバルツバース上陸直後に悪魔グルルの急襲によって命を落としてしまう。
ゼナ
ギガンティック号艦長を務める大柄な欧米人女性。勇敢で使命感が強い。
オルハン
ギガンティック号機動班第2部隊所属の男性隊員。しかし、「悪魔」の急襲で第2部隊は彼を残して全滅してしまったため、ジンたちの第1部隊に編入されることとなる。優れた視力を持っているらしい。
自他共に厳しいストイックな性格で、アッシュとは初対面早々、反りが合わない。強くなることに執着しており「Chaos」的な人物に見えるが、その動機は仲間を死なせないためである。
アイザック
ギガンティック号の指令コマンドを務めるAI。常に感情を排した冷静な判断を下し、アッシュからは「空気の読めない奴」だと揶揄されている。

### 悪魔
「シュバルツバース」を徘徊する「未知の生物」。原作では地球意思により人類を滅ぼすべく生み出された存在だが、本作品では一枚岩ではなく、ウェンディゴのように同じ悪魔ですら捕食する者もおり、より「混沌の悪魔」としての性格が強調されている。
グルル
出会い頭に隊長のアーロンを殺した悪魔。俊敏に飛び回り風の魔法を使う強敵だったが、乱入して来たウェンディゴに喰われてしまった。
ウェンディゴ
物語冒頭でジンを殺したとされる悪魔。真・女神転生シリーズでは中盤の雑魚悪魔として登場するが、本作品では規格外の巨体の持ち主であり、人間も悪魔も無差別に捕食する、最大の敵と言うべき存在として描写されている。
レギオン
ギガンティック号を襲撃する悪魔の群れとの交戦中に、乱入して来た悪魔。ウェンディゴと同じく知性が低く、人間も悪魔も無差別に捕食する。無数の触手を利用した攻撃を得意としている。
ヴィーヴル
レギオンとの戦闘中に現れた女悪魔。何かしらの思惑があるらしく、レギオンを倒し、ジンたちギガンティック号の隊員たちに共闘を持ちかける。
真・女神転生シリーズでは子どもっぽい口調の悪魔として登場することが多いが、本作品では女性らしい口調で、原作よりもグラマーに描かれている。

## 用語
悪魔召還プログラム
グルルとの交戦直前、ジンたちのデモニカに送信されたプログラム。これにより悪魔の可視化や会話が可能になった。

## 書誌情報
- カノオヤスオ 『デスタメント-真・女神転生DSJ Another Report-』 秋田書店〈ヤングチャンピオン烈コミックス〉、全3巻
  1. 2019年1月1日初版発行（2018年12月20日発売） ISBN 978-4-253-25771-8
  2. 2019年2月1日初版発行（2019年1月18日発売） ISBN 978-4-253-25772-5
  3. 2019年7月1日初版発行（2019年6月20日発売） ISBN 978-4-253-25773-2